# 아미라 다수투르
아미라 다수투르(힌디어: अमायरा दस्तूर, 영어: Amyra Dastur, 1993년 5월 7일 ~ )는 인도의 배우, 모델이다.